# Caverne de Chýnov

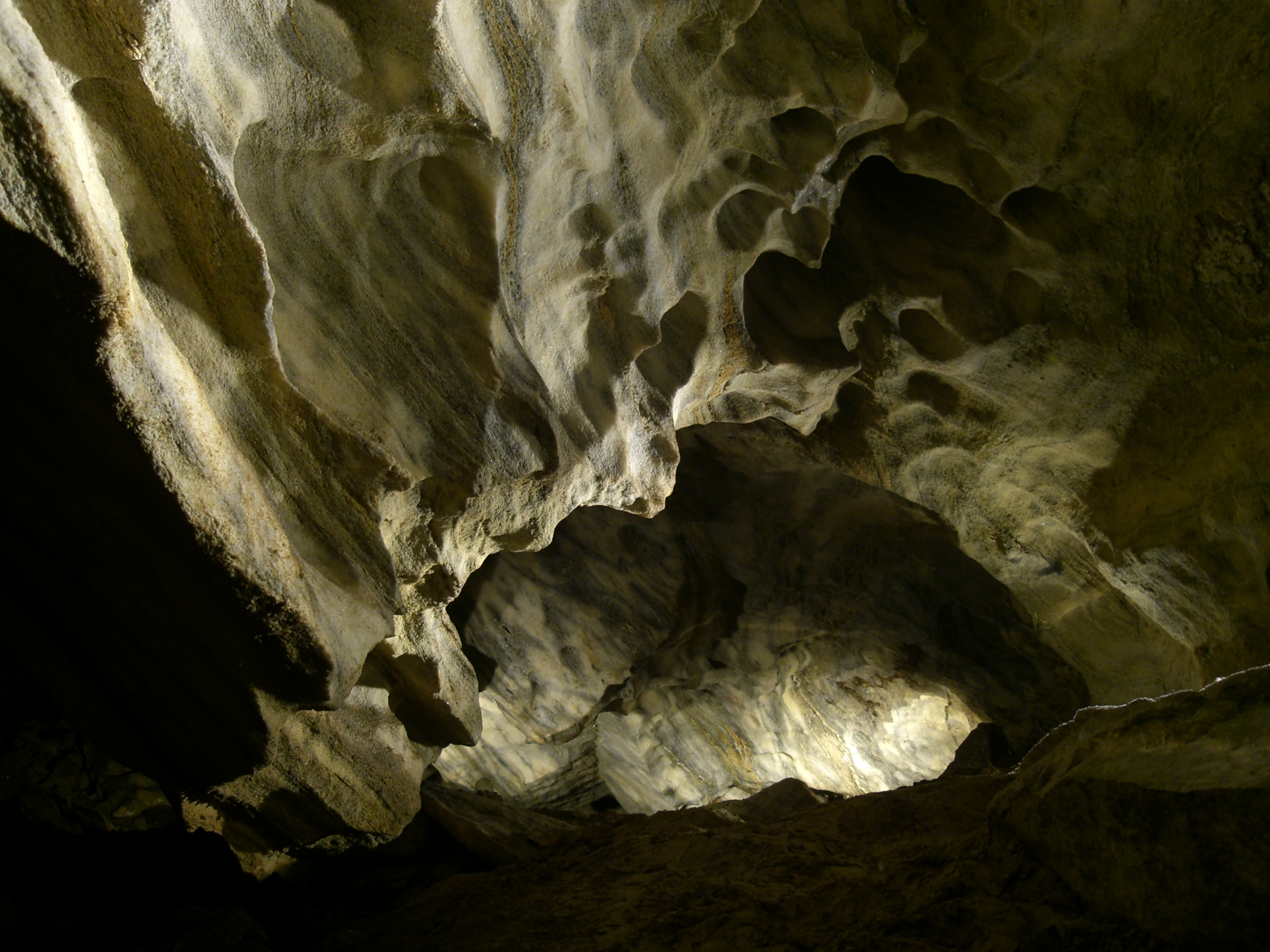
Intérieur de la caverne de Chýnov

La caverne de Chýnov, système karstique considéré comme un monument naturel national, est la plus grande grotte de Bohême du Sud.  Elle se trouve dans la zone cadastrale du village de Dolní Hořice, à l'est de Tábor. Il s'y trouve une grande alternance d'amphibolites et de calcaires colorés mais ses formations stalactites ne sortent pas de l'ordinaire. Découverte en 1863, elle est rendue accessible au public en 1868. Les galeries totalisent entre 1200 et 1400 mètres de longueur, sa surface actuelle n'étant pas encore déterminée avec précision. Des recherches menées au cours des années 1980 et 1990 ont révélé de grands espaces inondés en permanence et un gisement de quartz. La zone de la grotte est également un important site minéralogique avec la réserve naturelle voisine Pacova hora, où plus de 60 espèces de minéraux ont été découvertes et décrites.
La grotte est fermée au public en hiver. Le circuit des visiteurs mesure 220 m de long, le point le plus bas du chemin étant situé à 42 m de profondeur. La visite, payante, dure environ 40 minutes. Le complexe de grottes représente un lieu majeur d'hivernage des chauves-souris Myotis nattereri,  l'un des plus grands en Europe.